# Spielgemeinschaft Volleyball Gellersen Lüneburg 2021-2022
Questa voce raccoglie le informazioni riguardanti lo Spielgemeinschaft Volleyball Gellersen Lüneburg nelle competizioni ufficiali della stagione 2021-2022.

## Stagione
Lo Spielgemeinschaft Volleyball Gellersen Lüneburg partecipa alla stagione 2021-22 senza alcuna denominazione sponsorizzata.
Ottiene il quinto posto nella regular season di 1. Bundesliga, senza però andare oltre i quarti di finale ai play-off scudetto. In Coppa di Germania, invece, approda fino in finale, venendo sconfitto dal Friedrichshafen.
In ambito europeo è di scena in Coppa CEV, dove viene eliminato ai trentaduesimi di finale, dopo aver disputato il golden set contro il Ribnica.

## Organigramma societario
Area direttiva
- Presidente: Andreas Bahlburg

Area tecnica
- Allenatore: Stefan Hübner
- Allenatore in seconda: Matthias Pompe
- Assistente allenatore: Söhnke Hinz, Bernd Schlesinger
- Scoutman: Christian Knospe

Area sanitaria
- Medico: Thomas Buller, Andreas Luedtke
- Fisioterapista: Nele Hofferbert, Thomas Kuke, Ulf Nitschke

## Rosa
| N° | Nome              | Ruolo | Data di nascita  | Nazionalità sportiva |
| -- | ----------------- | ----- | ---------------- | -------------------- |
| 1  | Tyler Koslowsky   | L     | 31 ottobre 1993  | Canada               |
| 2  | Pearson Eshenko   | C     | 16 ottobre 1997  | Canada               |
| 4  | Jordan Ewert      | S     | 18 marzo 1997    | Stati Uniti          |
| 5  | Auke van de Kamp  | S     | 31 luglio 1995   | Paesi Bassi          |
| 6  | Theo Mohwinkel    | S     | 22 novembre 2002 | Germania             |
| 7  | Jannik Pörner     | O     | 13 luglio 1994   | Germania             |
| 8  | Tim Stöhr         | S     | 3 agosto 1996    | Germania             |
| 9  | Hannes Gerken     | P     | 29 maggio 1998   | Germania             |
| 10 | Richard Peemüller | O     | 8 febbraio 1998  | Germania             |
| 11 | Dalton Solbrig    | C     | 2 gennaio 1997   | Stati Uniti          |
| 14 | Michel Schlien    | C     | 5 marzo 1992     | Germania             |
| 15 | Arthur Nath       | S     | 30 ottobre 1999  | Brasile              |
| 16 | Joseph Worsley    | P     | 16 giugno 1997   | Stati Uniti          |
| 17 | Matthias Pompe    | S     | 15 febbraio 1984 | Germania             |

## Statistiche

### Statistiche di squadra
| Competizione      | Punti | In casa | In casa | In casa | In trasferta | In trasferta | In trasferta | Totale | Totale | Totale |
| Competizione      | Punti | G       | V       | P       | G            | V            | P            | G      | V      | P      |
| ----------------- | ----- | ------- | ------- | ------- | ------------ | ------------ | ------------ | ------ | ------ | ------ |
| 1. Bundesliga     | 19/20 | 10      | 6       | 4       | 12           | 5            | 7            | 22     | 11     | 11     |
| Coppa di Germania | -     | 1       | 1       | 0       | 2            | 2            | 0            | 4      | 3      | 1      |
| Coppa CEV         | -     | 1       | 1       | 0       | 1            | 0            | 1            | 2      | 1      | 1      |
| Totale            | -     | 12      | 8       | 4       | 15           | 7            | 8            | 28     | 15     | 13     |

G = partite giocate; V = partite vinte; P = partite perse

### Statistiche dei giocatori
| Giocatore      | 1. Bundesliga | 1. Bundesliga | 1. Bundesliga | 1. Bundesliga | 1. Bundesliga | Coppa di Germania | Coppa di Germania | Coppa di Germania | Coppa di Germania | Coppa di Germania | Coppa CEV | Coppa CEV | Coppa CEV | Coppa CEV | Coppa CEV | Totale | Totale | Totale | Totale | Totale |
| Giocatore      | P             | PT            | AV            | MV            | BV            | P                 | PT                | AV                | MV                | BV                | P         | PT        | AV        | MV        | BV        | P      | PT     | AV     | MV     | BV     |
| -------------- | ------------- | ------------- | ------------- | ------------- | ------------- | ----------------- | ----------------- | ----------------- | ----------------- | ----------------- | --------- | --------- | --------- | --------- | --------- | ------ | ------ | ------ | ------ | ------ |
| P. Eshenko     | 19            | 120           | 80            | 30            | 10            | 3                 | 25                | 18                | 6                 | 1                 | 1         | 15        | 12        | 2         | 1         | 23     | 160    | 110    | 38     | 12     |
| J. Ewert       | 20            | 346           | 313           | 28            | 5             | 3                 | 63                | 51                | 11                | 1                 | 1         | 10        | 9         | 1         | 0         | 24     | 419    | 373    | 40     | 6      |
| H. Gerken      | 16            | 2             | 0             | 1             | 1             | 3                 | 0                 | 0                 | 0                 | 0                 | 0         | 0         | 0         | 0         | 0         | 19     | 2      | 0      | 1      | 1      |
| T. Koslowsky   | 20            | 0             | 0             | 0             | 0             | 4                 | 0                 | 0                 | 0                 | 0                 | 1         | 0         | 0         | 0         | 0         | 25     | 0      | 0      | 0      | 0      |
| T. Mohwinkel   | 4             | 0             | 0             | 0             | 0             | 1                 | 1                 | 0                 | 1                 | 0                 | -         | -         | -         | -         | -         | 5      | 1      | 0      | 1      | 0      |
| A. Nath        | 21            | 214           | 193           | 14            | 7             | 3                 | 34                | 31                | 1                 | 2                 | 1         | 7         | 7         | 0         | 0         | 25     | 255    | 231    | 15     | 9      |
| R. Peemüller   | 15            | 103           | 96            | 6             | 1             | 4                 | 21                | 18                | 1                 | 2                 | 1         | 2         | 2         | 0         | 0         | 20     | 126    | 116    | 7      | 3      |
| M. Pompe       | 1             | 0             | 0             | 0             | 0             | 0                 | 0                 | 0                 | 0                 | 0                 | -         | -         | -         | -         | -         | 1      | 0      | 0      | 0      | 0      |
| J. Pörner      | 12            | 89            | 78            | 10            | 1             | 3                 | 9                 | 5                 | 4                 | 0                 | 1         | 12        | 11        | 1         | 0         | 16     | 110    | 94     | 15     | 1      |
| M. Schlien     | 19            | 62            | 37            | 21            | 4             | 4                 | 11                | 10                | 1                 | 0                 | 1         | 0         | 0         | 0         | 0         | 24     | 73     | 47     | 22     | 4      |
| D. Solbrig     | 21            | 118           | 74            | 28            | 16            | 4                 | 22                | 13                | 8                 | 1                 | 1         | 8         | 7         | 1         | 0         | 26     | 148    | 94     | 37     | 17     |
| T. Stöhr       | 11            | 8             | 8             | 0             | 0             | 3                 | 11                | 9                 | 2                 | 0                 | 1         | 0         | 0         | 0         | 0         | 15     | 19     | 17     | 2      | 0      |
| A. van de Kamp | 22            | 186           | 149           | 29            | 8             | 4                 | 41                | 30                | 7                 | 4                 | 1         | 8         | 6         | 2         | 0         | 27     | 235    | 185    | 38     | 12     |
| J. Worsley     | 22            | 52            | 22            | 16            | 14            | 4                 | 14                | 1                 | 3                 | 10                | 1         | 2         | 0         | 2         | 0         | 27     | 68     | 23     | 21     | 24     |

P = presenze; PT = punti totali; AV = attacchi vincenti; MV = muri vincenti; BV = battute vincenti